# Època d'Or del cinema mexicà
L'Època d'Or del Cinema Mexicà és un període comprès entre 1936 i 1956, quan la indústria fílmica va assolir alts graus de qualitat i èxit econòmic en la producció de pel·lícules, a més d'un gran reconeixement internacional.

## Orígens
Des dels inicis del cinema sonor, alguns films com Santa (1931), d'Antonio Moreno, i La mujer del puerto (1934), d'Arcady Boytler, van obtenir un enorme èxit taquiller que va demostrar que es comptava amb l'equip i talent necessaris per sostenir una indústria cinematogràfica sòlida. Allá en el Rancho Grande (1936) de Fernando de Fuentes es va convertir en el primer clàssic del cinema mexicà, a més del punt de partida de la denominada comèdia ranxera.
D'altra banda, durant la Segona Guerra Mundial, el cinema dels Estats Units i Europa va rebre un gran cop, ja que els materials, anteriorment destinats a la seva producció, s'empraven en la nova indústria armamentista. A més, molts països com França, Itàlia, Espanya, Argentina i els Estats Units van començar a centrar-se en la realització de pel·lícules de guerra. Això va afavorir que el cinema mexicà, amb temàtiques molt més variades, dominés els mercats de Mèxic i d'Amèrica Llatina.
Al seu torn, a principis dels anys quaranta va començar el sorgiment de grans estudis cinematogràfics mexicans establerts a la Ciutat de Mèxic que van començar a donar suport a la producció massiva de pel·lícules: CLASA Films, FILMEX, Films Mundiales, Cinematográfica Calderón, etc.

## Esplendor
Durant les dècades de 1940 i 1950 el cinema va explorar diversos gèneres com el musical, la comèdia, el melodrama, el cinema negre, etc.
El cinema musical a Mèxic va estar fortament influït per la música ranxera. Estrelles com Pedro Infante, Jorge Negrete i Antonio Aguilar van interpretar desenes de cintes que van servir com a plataforma per promoure el folklore mexicà. Les cançons d'importants compositors com Agustín Lara o José Alfredo Jiménez van constituir la base per als arguments de nombroses pel·lícules.
La música tropical, que va estar de moda a Mèxic i Llatinoamèrica des dels anys trenta, també es va plasmar al cinema mexicà. No obstant això, va estar especialment representat per l'anomenat cinema de rumberes, una curiositat fílmica exclusiva d'aquest país, dedicada a l'exaltació de la figura de la rumbera (ballarina de ritmes afroantillans).
Quant a les pel·lícules destacades d'aquesta etapa, en 1943 Flor silvestre va reunir a un equip cinematogràfic format pel director Emilio Fernández Romo, el fotògraf Gabriel Figueroa, l'actor Pedro Armendáriz i l'actriu Dolores del Río. María Candelaria va ser guardonada en 1946 al Festival de Canes amb la Palma d'Or (la primera pel·lícula de parla hispana a obtenir-lo). Per la seva banda, La perla (1947) va ser guardonada amb el Globus d'Or i es convertí en la primera cinta hispana a rebre aquest reconeixement. Els melodrames urbans dirigits per Ismael Rodríguez Nosotros los pobres (1947), Ustedes los ricos (1948) i Pepe El Toro (1952) van aconseguir la categoria de mite. Los olvidados (1951), de Luis Buñuel, per la seva banda, va ser guardonada amb el Premi a la millor direcció al Festival de Canes (1951) i va assolir un enorme impacte en el cine mundial.

## Declivi
Als anys cinquanta, la televisió va aconseguir un poder enorme de penetració en el públic. Aquesta competència va influir decisivament en la història del cinema i el va obligar a buscar noves vies tant pel que fa a la seva tècnica com al tractament de temes i gèneres.
Les pantalles amples, el cinema en tercera dimensió, el millorament del color i el so estereofònic van ser algunes de les innovacions que va presentar Hollywood a principis dels cinquanta. L'elevat cost de la tecnologia va fer difícil que a Mèxic s'arribessin a produir films amb aquestes característiques, almenys durant alguns anys. Amb una infraestructura tècnica antiquada, pocs diners, un públic més exigent i un mercat saturat de produccions nord-americanes, el cinema mexicà es va enfrontar al seu ocàs.
D'altra banda, el 15 d'abril de 1957 el país sencer es va estremir en conèixer la notícia de la mort de Pedro Infante. Amb ell, simbòlicament, moria també l'Època d'Or del cinema nacional. Les fórmules tradicionals havien esgotat ja la seva capacitat d'entreteniment. Les comèdies ranxeres, els melodrames i els films de rumberes s'exhibien davant un públic cada vegada més indiferent. El cinema de Luis Buñuel, els films de lluitadors i el naixement del cinema independent van ser les úniques novetats d'aquesta indústria esgotada.
Finalment, en 1958, l'Acadèmia Mexicana d'Arts i Ciències Cinematogràfiques va decidir interrompre la pràctica de lliurar el Premi Ariel, constituït en 1946. La seva cancel·lació subratllava l'estat de crisi de la indústria.

## Directors destacats
Entre els principals cineastes que van contribuir a consolidar el cinema mexicà durant aquest període destaquen els següents:
- Miguel Contreras Torres: Va començar a treballar en el cinema en 1926. Esdevé l'únic director mexicà que va aconseguir fer la transició del cinema mut al sonor. La seva filmografia parla d'un home interessat a exaltar el nacionalisme i el patriotisme i va abastar més de 45 anys, en els quals va participar com a actor, productor, editor, director i guionista en més de 50 pel·lícules. A més de la seva productiva activitat durant l'època muda, els anys trenta i quaranta són, quantitativament, el període més representatiu d'aquest director.

- Fernando de Fuentes: Pioner del cinema sonor i realitzador de tres clàssics del cinema mexicà, El compadre Mendoza (1933), Vámonos con Pancho Vila (1936) i Allá en el Rancho Grandre (1936), és una de les figures més famoses i menys compreses d'aquesta cinematografia. Vámonos con Pancho Villa, la seva obra mestra, va ser estrenada tres mesos després d'Allá en el Rancho Grande i solament es va mantenir una setmana en cartellera. Èxit i fracàs es van presentar al mateix temps, i va entendre que la supervivència residia en la fórmula, en els gèneres i en la satisfacció del naixent públic del cinema mexicà. No obstant això, l'èxit d'Allá en el Rancho Grande no ha d'atribuir-se exclusivament a l'exacta combinació de cançons, amors i balls. Darrere hi havia un director veritablement dotat de qualitats, amb una excel·lent habilitat tècnica i d'un extraordinari sentit per a la narrativa visual. Fernando de Fuentes va ser, en realitat, el primer director mexicà que va comprendre la naturalesa del cinema sonor i que va aprofitar amb èxit totes les possibilitats d'aquest mitjà.
- Alejandro Galindo: Durant l'Època d'Or, el Mèxic urbà va tenir en aquest director un dels seus més fidels cronistes fílmics. Comptava amb un talent especial per reproduir els comportaments i la parla popular i va ser capaç de crear un univers propi a partir de personatges i situacions representatius del Mèxic modern. A partir de Campeón sin corona (1945) va iniciar l'etapa més important de la seva carrera, en la qual l'actor David Silva va ser una peça fonamental. Dels boxadors als taxistes, dels xofers d'autobusos als venedors d'aspiradores, la nova classe mitjana mexicana es va trobar a la pantalla a personatges coneguts del seu entorn. Una familia de tantas (1948) va representar la cúspide d'aquesta etapa en la qual Galindo va combinar el geni creatiu amb un encertat olfacte comercial.
- Emilio Fernández Romo: Un dels directors cinematogràfics més importants, influents i reconeguts d'aquesta etapa, va ser el creador d'un cinema mexicà de tipus folklòric i indigenista que va contribuir al descobriment cultural i artístic que va viure Mèxic en la dècada de 1940. Va llegar una filmografia que suma al voltant de 129 treballs. Emilio Fernández Romo va aconseguir la integració d'un equip de filmació que va atreure l'atenció de Hollywood i Europa. Amb Gabriel Figueroa com a fotògraf, Maurici Magdaleno com a escriptor i amb els actors Pedro Armendáriz, Dolores del Río, Columba Domínguez i María Félix, va dirigir diverses produccions que van promoure els costums i els valors nacionals associats a la revolució mexicana.
- Miguel M. Delgado: És reconegut pel seu treball com a director escènic i per la llarga col·laboració amb l'actor còmic Mario Moreno, "Cantinflas", a qui va dirigir en diverses pel·lícules, com Gran Hotel (1944), ¡A volar joven! (1947), El profe (1971), fins a l'última col·laboració amb El barrendero (1981).
- Roberto Gavaldón: Representa un dels casos més extraordinaris d'apreciació ambivalent que ha registrat la història del cinema mexicà. Els admiradors destaquen la refinada qualitat de les imatges, l'impecable control de la càmera i la inclinació cap a temàtiques fosques i personatges turmentats. Les mateixes característiques han estat assenyalades com a defectes pels seus crítics, que el consideren un cineasta acadèmic, tècnicament correcte, però absent d'autenticitat. Cap de Luis Buñuel, obra de l'escultor Iñaki, al Centre Buñuel, Calanda, Espanya.
- Ismael Rodríguez: Inquiet, imaginatiu, audaç i posseïdor d'un gran olfacte per a l'èxit taquiller, va ser el cineasta del poble mexicà. Amb els seus germans (Joselito i Roberto), va fundar Películas Rodríguez, empresa productora de llarga i reeixida trajectòria. Entre els seus mèrits hi ha el fet d'haver aprofitat les possibilitats histriòniques de Pedro Infante, a qui va dirigir en setze ocasions. A més de diversos reconeixements nacionals i internacionals, Ismael Rodríguez va rebre en 1992 un Ariel d'Or per la transcendència de la seva obra.
- Julio Bracho: Esdevé el director de cinema més intel·lectual de l'Època d'Or. La seva àmplia cultura i la seva fina sensibilitat van donar una altra dimensió al melodrama.
- Luis Buñuel: Va realitzar a Mèxic la major part de la seva filmografia i va contribuir enormement a l'auge del cine mexicà en la dècada de 1950. Una de les seves últimes cintes, abans de traslladar-se a Europa, va ser Viridiana (1961), que va obtenir la Palma d'Or al Festival de Canes de 1961 com a representant oficial d'Espanya.

## Estrelles principals
El cinema mexicà va imitar l'Star System que imperava a Hollywood. D'aquesta manera es va començar a desenvolupar el culte a l'actor, situació que va propiciar el sorgiment d'autèntics ídols, d'una forma molt similar a la de la indústria fílmica nord-americana. No obstant això, a diferència de Hollywood, els estudis cinematogràfics mexicans mai van tenir un poder total sobre les estrelles, i això els va permetre brillar d'una forma independent i desenvolupar-se en una enorme multitud de gèneres.
Entre les figures que van aconseguir el nivell d'ídols destaca Pedro Infante. El resultat de la seva reunió amb el director Ismael Rodríguez a Nosotros los pobres (1947) va servir per consolidar-lo dins de la mitologia del cinema mexicà. Per a molts va representar allò que qualsevol mexicà havia de ser: fill respectuós, amic incondicional, amant romàntic i home de paraula. De l'extensa galeria d'estrelles, la seva figura segueix sent la més important de la cinematografia mexicana.
Jorge Negrete va esdevenir una altra figura molt admirada durant aquest període. Actor i cantant, representà l'estereotip del mexicà alegre i temerari. Va mobilitzar les masses, i la seva manera de parlar i de moure's va ser molt imitada pels seus admiradors.
De manera similar a Hollywood, al cinema mexicà va existir també el culte a la diva. En destaquen: 
Dolores del Río: Va representar un dels màxims ideals de la bellesa femenina mexicana. El mite va començar a Hollywood, on l'actriu va aconseguir l'estatus de diva en els anys vint i trenta. Després d'una important carrera als Estats Units, va tornar a Mèxic, on va mantenir, i fins i tot elevar, el prestigi de què havia gaudit, gràcies a una sèrie de pel·lícules amb el director Emilio Fernández.
María Félix: Va ser un cas excepcional al cinema mexicà. Dona d'enlluernadora bellesa física i forta personalitat, immediatament va dominar els rols de dona fatal en les pel·lícules mexicanes. Abans del seu èxit, les actrius rebien personatges secundaris (mares abnegades, núvies submises). Després, van començar a realitzar-se més pel·lícules amb temàtiques femenines. El film Doña Bàrbara (1943) va iniciar al mite de María Félix com la Doña. La singular personalitat real es va fusionar amb la seva personalitat fílmica i es va forjar la seva llegenda. La imaginació de la gent va fer tota la feina.
Silvia Pinal: És una actriu carismàtica que ha collit una carrera d'èxits que abasten diverses dècades de l'espectacle mexicà. Va aconseguir un gran reconeixement especialment gràcies a les seves col·laboracions amb el director Luis Buñuel.
D'altra banda, feien falta rostres que captivessin les audiències i talents que poguessin sostenir el pes d'un protagonista i Pedro Armendáriz, tenia ambdues qualitats. Va aconseguir encarnar l'essència de la mexicanitat millor que cap altre actor. Aquesta apreciació es fonamenta de manera important en els personatges que l'actor va protagonitzar sota la direcció d'Emilio Fernández, que va saber treure partit de les característiques físiques d'Armendáriz i el va convertir en el prototip del galant viril mexicà. Més tard, va treballar al cinema de Hollywood i d'alguns països d'Europa.
Arturo de Córdova va ser una altra destacada figura masculina del cinema mexicà. La seva especialitat van ser personatges turmentats que, amb freqüència, s'enfonsaven en la bogeria.
Mario Moreno, "Cantinflas", comediant i mim sorgit de les carpes populars, es va fer mundialment conegut amb el nom del seu personatge Cantinflas, al qual va donar vida en la majoria dels films que va rodar.
En els anys cinquanta, les seves cintes mostren un canvi: del personatge de la picardia urbana i popular, solament quedaria un humor basat en l'ús reiteratiu del cantinflisme, l'habilitat per parlar molt i no dir res. El personatge va ser per a Mario Moreno allò que Charlot va ser per a Charles Chaplin. Però Cantinflas basava el seu personatge en l'alegria, no en la malenconia. Va gaudir d'un èxit inusitat.
Un altre destacat comediant va ser Germán Valdés, "Tin Tan". Posseïdor d'una enorme gràcia i versatilitat, ja que era a més un excel·lent cantant, va fer cèlebre en el seu temps al personatge del pachuco (moviment cultural sorgit en els anys vint a Chicago entre la comunitat hispana dels Estats Units). Les seves pel·lícules es van basar principalment en la paròdia i en situacions absurdes. Tin Tan esdevé un referent cultural entre alguns sectors del públic mexicà, i el seu cinema ha aconseguit el nivell de culte.
Katy Jurado es va convertir en una important i cotitzada actriu en la indústria de Hollywood (principalment en cintes del gènere western) i va aconseguir reconeixements com el Globus d'Or (1952) i una nominació al Premi Oscar (1954).
Sara García va ser una destacada actriu posseïdora d'una gran versatilitat i una forta intensitat dramàtica. Les seves commovedores o gracioses interpretacions d'anciana (àvia, mare, nana), la van convertir, de manera similar a Cantinflas o Tin Tan, en part de la cultura popular mexicana, i la seva fama es resisteix al pas del temps.
Com que Mèxic era la principal potència cinematogràfica de parla hispana, la seva indústria va atreure altres figures estrangeres: Sara Montiel, Jorge Mistral, Armando Calvo, Amparo Rivelles, Lola Flores, Carmen Sevilla, d'Espanya; Llibertat Lamarque, Niní Marshall, Luis Aldás, de l'Argentina; René Cardona, Rita Montaner, Rosita Fornés, de Cuba, i Irasema Dilián, d'Itàlia.

## Pel·lícules

### 1930
- Santa (1931)
- La llorona (1933)
- El Tigre de Yautepec (1933)
- Juárez y Maximiliano (1933)
- La mujer del puerto (1934)
- Vámonos con Pancho Villa! (1935)
- Allá en el Rancho Grandre (1936)
- No te engañes corazón (1937)
- Así es mi tierra (1937)
- Àguila o sol (1937)
- No matarás (1937)
- La mujer de nadie (1937)
- El signo de la muerte (1938)
- Diablillos de arrabal (1938)
- Siboney (1938)
- La Zandunga (1938)
- En un burro tres baturros (1939)
- La Noche dels Mayas (1939)

### 1940
- Ahí está el detalle (1940)
- Viviré otra vez (1940)
- ¡Ay, Jalisco, no te rajes! (1941)
- El gendarme desconocido (1941)
- Cuando los hijos se van (1941)
- La isla de la Pasión (Clipperton) (1941)
- El padre Morelos (1941)
- Ni sangre, ni arena (1941)
- El baisano Jalil (1942)
- El peñón de las ánimas (1942)
- Historia de un gran amor (1942)
- Jesús de Nazareth (1942)
- María Eugenia (1942)
- Cristóbal Colón (1943)
- Distinto amanecer (1943)
- Doña Bárbara (1943)
- El globo de Cantoya (1943)
- El rayo del sur (1943)
- Flor silvestre (1943)
- María Candelaria (1943)
- México de mis recuerdos (1943)
- Santa (pelícua de amor) (1943)
- Una carta de amor (1943)
- Las abandonadas (1944)
- La barraca (1944)
- Bugambilia (1944)
- Campeón sin corona (1945)
- El hijo desobediente (1945)
- María Magdalena: Pecadora de Magdala (1945)
- Pepita Jiménez (1945)
- La perla (1945)
- Reina de Reinas: La Virgen María (1945)
- Enamorada (1946)
- Gran Casino (1946)
- La otra (1946)
- Los tres García (1946)
- Si me han de matar mañana (1946)
- Humo en los ojos (1946)
- Soy charro de Rancho Grande (1947)
- La barca de oro (1947)
- La diosa arrodillada (1947)
- Gángsters contra charros (1947)
- Músico, poeta y loco (1947)
- El niño perdido (1947)
- Nosotros los pobres (1947)
- Río Escondido (1947)
- Algo flota sobre el agua (1947)
- !A volar joven! (1947)
- Angelitos negros (1948)
- Bamba (1948)
- Calabacitas tiernas (1948)
- El Gallo Giro (1948)
- Esquina bajan...! (1948)
- Una familia de tantas (1948)
- Ustedes los ricos (1948)
- Lola Casanova (1948)
- Maclovia (1948)
- Pueblerina (1948)
- Juan Charrasqueado (1948)
- Salón México (1948)
- Los tres huastecos (1948)
- Aventurera (1949)
- Doña Diabla (1949)
- Duelo en las montañas (1949)
- El gran calavera (1949)
- La Malquerida (1949)
- La negra Angustias (1949)
- Las puertas del presidio (1949)
- La oveja negra (1949)
- No desearás la mujer de tu hijo (1949)
- Yo maté a Juan Charrasqueado (1949)
- El rey del barrio (1949)

### 1950
- ¡También de dolor se canta! (1950)
- ¡Ay amor... cómo me has puesto! (1950)
- Doña Perfecta (1950)
- En la palma de tu mano (1950)
- La marca del zorrillo (1950)
- Los olvidados (1950)
- Rosauro Castro (1950)
- Sensualidad (1950)
- Siempre tuya (1950)
- Simbad el mareado (1950)
- El Ciclón del Caríbe (1950)
- El suavecito (1950)
- Susana (Carne y demonio) (1950)
- Víctimas del pecado (1950)
- La muerte enamorada (1951)
- Amor perdido (1951)
- A. T. M. A toda máquina! (1951)
- ¿Qué te ha dado esa mujer? (1951)
- El ceniciento (1951)
- Chucho el Remendado (1951)
- La hija del engaño (1951)
- Una mujer sin amor (1951)
- Mujeres sin mañana (1951)
- La noche avanza (1951)
- El revoltoso (1951)
- Sensualidad (1951)
- Subida al cielo (1951)
- Trotacalles (1951)
- El bello durmiente (1952)
- Me traes de un ala (1952)
- Pepe El Toro (1952)
- El Mártir del Calvario (1952)
- El rebozo de Soledad (1952)
- Sandra, la Mujer de Fuego (1952)
- Dos tipos de cuidado (1952)
- Robinson Crusoe (1952)
- Ambiciosa (1953)
- Abismos de pasión (1953)
- Espaldas mojadas (1953)
- Ay pena, penita, pena (1953)
- La ilusión viaja en tranvía (1953)
- El mariachi desconocido (1953)
- Raíces (1953)
- El rapto (1953)
- Reportaje (1953)
- Escuela de vagabundos (1954)
- El río y la muerte (1954)
- El vizconde de Montecristo (1954)
- Sandra, la mujer de fuego (1954)
- Ensayo de un crimen (1955)
- El inocente (1955)
- Lo que le pasó a Sansón (1955)
- El médico de las locas (1955)
- El gato sin botas (1956)
- Ladrón de cadáveres (1956)
- La Escondida (1956)
- La muerte en este jardín (1956)
- Torero (1956)
- Yambaó (1956)

## Actors i actrius
- Abel Salazar
- Adalberto Martínez, "Resortes"
- Adela Sequeyro
- Adriana Lamar
- Agustín de Anda
- Alejandro Ciangherotti
- Alfonso Bedoya
- Alfonso Mejía
- Alfredo Varela, "Varelita"
- Antonio Brillas
- Alicia Caro
- Alicia del Lago
- Alicia Montoya
- Alicia Neira
- Alicia Rodríguez
- Alma Delia Fuentes
- Alma Rosa Aguirre
- Amalia Aguilar
- Amalia Mendoza
- Amanda del Llano
- Amanda Ledesma
- Amelia Wilhelmy
- Amparito Arozamena
- Amparo Rivelles
- Amparo Morillo
- Ana Bertha Lepe
- Ana Luisa Peluffo
- Anabel Gutiérrez
- Andrea Palma
- Andrés Soler
- Ángel Garasa
- Angélica María
- Angelines Fernández
- Anita Blanch
- Antonio Aguilar
- Antonio Badú
- Antonio Espino, "Clavillazo"
- Antonio Raxel
- Antonio R. Frausto
- Ariadne Welter
- Armando Arriola
- Armando Calvo
- Armando Silvestre
- Armando Soto La Marina, "el chicote"
- Arturo de Córdova
- Arturo Martínez
- Arturo Soto Rangel
- Augusto Benedico
- Aurora Segura
- Aurora Walker
- Bárbara Gil
- Beatriz Aguirre
- Blanca de Castejón
- Blanca Estela Pavón
- Blanquita Amaro
- Carlos Ancira
- Carlos Baena
- Carlos López, "Chaflán"
- Carlos López Moctezuma
- Carlos Martínez Baena
- Carlos Montalbán
- Carlos Navarro
- Carlos Orellana
- Carlos Riquelme
- Carlota Solares
- Carmelita González
- Carmen Molina
- Carmen Montejo
- Carmen Sevilla
- Carolina Barret
- Celia Cruz
- Celia Viveros
- César del Campo
- "Chula" Prieto
- Clifford Carr
- Columba Domínguez
- Conchita Gentil Arcos
- Consuelo Segarra
- Consuelo Guerrero de Luna
- Crox Alvarado
- Dalia Iñiguez
- David T. Bamberg, "Fu-Manchu"
- David Silva
- Delia Magaña
- Dolores Camarillo
- Daniel "el Chino" Herrera
- Dolores del Río
- Domingo Soler
- Eduardo Alcaraz
- Eduardo Arozamena
- Elsa Aguirre
- Elvira Quintana
- Emilio Brillas
- Emilia Guiú
- Emilio "Indio" Fernández
- Emilio Tuero
- Emma Roldán
- Enrique García Álvarez
- Enrique Rambal
- Ernesto Alonso
- Estanislao Shilinsky
- Esther Fernández
- Enrique Lucero
- Eulalio González "Piporro"
- Evangelina Elizondo
- Evita Muñoz "Chachita"
- Famie Kaufman "Vitola"
- Fanny Schiller
- Felipe de Alba
- Fernando Casanova
- Fernando Fernández
- Fernando Luján
- Fernando Soler
- Fernando Soto "Mantequilla"
- Flor Silvestre
- Francisco Reiguera
- Freddy Fernández, "el Pichi"
- Gaspar Henaine "Capulina"
- Germán Robles
- Germán Valdés, "Tin Tan"
- Gilberto González
- Gloria Marín
- Guillermina Green
- Gustavo Rojo
- Ignacio López Tarso
- Irasema Dilián
- Irma Dorantes
- Isabela Corona
- Ismael Pérez "Poncianito"
- Jacqueline Evans
- Jaime Fernández
- Jaime Jiménez Pons
- Jesús Martínez "Palillo"
- Joan Page
- Joaquín Busquets
- Joaquín Cordero
- Joaquín García, "Borolas"
- Joaquín Pardavé
- Jorge ''Che'' Reyes
- Jorge Arriaga
- Jorge Mistral
- Jorge Mondragón
- Jorge Negrete
- Jose Alfredo Jimenez
- José Ángel Espinoza, "Ferrusquilla"
- José Baviera
- José Chávez
- José Cibrián
- José Elías Moreno
- José María Linares Rivas
- José Morcillo
- Josè Ortega, "el sapo"
- José Pidal
- José René Ruiz, "Tun Tun"
- Josefina Escobedo
- Juan García, "el peralvillo"
- Juan Oroe
- Julián Soler
- Julio Aldama
- Julio Alemán
- Julio Monterde
- Julio Villarreal
- Katy Jurado
- Kiko Mendive
- Kitty de Hoyos
- Laura Hidalgo
- Leonor Llausás
- Leonora Amar
- Leticia Palma
- Libertad Lamarque
- Lilia del Valle
- Lilia Michel
- Lilia Prado
- Liliana Durán
- Lola Beltrán, ¨la Grande¨
- Lola Flores
- Lorena Velázquez
- Lorenzo de Rodas
- Lourdes Canale
- Luana Alcañiz
- Lucha Altamirano
- Lucy Gallardo
- Luis Aceves Castañeda
- Luis Aguilar
- Luis Alcoriza
- Luis Aldás
- Luis Mussot
- Lupe Carriles
- Lupe Inclán
- Lupe Vélez
- Lupita Tovar
- Luz Maria Aguilar
- Magda Guzmán
- Malú Gatica
- Manola Saavedra
- Manolita Saval
- Manolo Fábregas
- Manuel Dondé
- Manuel Medel
- Manuel "el Loco" Valdés
- Manuel Palacios, "Manolín"
- Mapy Cortés
- Marcelo Chávez
- Marco Antonio Campos, "Viruta"
- Marga López
- Margarita Mora
- María Antonieta Pons
- María Douglas
- María Elena Marqués
- María Esquivel
- María Eugenia Llamas, “la tucita”
- María Félix
- María Gentil Arcos
- María Luisa Zea
- María Teresa Rivas
- María Tereza Montoya
- María Victoria
- Maricruz Olivier
- Marina Tamayo
- Mario García, "Harapos"
- Mario Moreno, "Cantinflas"
- Marquita Rivera
- Martha Mijares
- Martha Roth
- Martha Valdés
- Maruja Griffel
- Mauricio Garcés
- Max Langler
- Meche Barba
- Medea de Novara
- Mercedes Soler
- Miguel Aceves Mejía
- Miguel Ángel Ferriz
- Miguel Arenas
- Miguel Inclán
- Miguel Manzano
- José Ángel Espinoza, "Ferrusquilla
- Miguel Torruco
- Mimí Derba
- Miroslava Stern
- Nadia Haro Oliva
- Narciso Busquets
- Nelly Montiel
- Niní Marshall
- Ninón Sevilla
- Nora Veryan
- Ofelia Guilmáin
- Óscar Pulido
- Óscar Ortíz de Pinedo
- Pancho Córdova
- Patricia Moran
- Pedro Armendáriz
- Pedro de Aguillón
- Pedro Infante
- Pedro López Lagar
- Pedro Vargas
- Perla Aguiar
- Pancho Müller
- Pina Pellicer
- Pituka de Foronda
- Polo Ortin
- Prudencia Griffel
- Queta Lavat
- Rafael Baledón
- Rafael Banquells
- Ramón Armengod
- Ramón Gay
- Ramón Pereda
- Ramón Valdés
- Raúl de Anda
- Raúl Ramírez
- Rebeca Iturbide
- René Cardona
- Ricardo Montalbán
- Rita Macedo
- Roberto Cañedo
- Roberto Cobo, "Calambres"
- Roberto Ramírez Garza, "Beto el Boticario"
- Roberto Romaña
- Roberto Soto, "el Panzón Soto"
- Rodolfo Acosta
- Rodolfo Landa
- Rogelio A. González
- Rosa Carmina
- Rosa de Castilla
- Rosario Granados
- Rosaura Revueltas
- Rosina Pagán
- Rosita Arenas
- Rosita Fornés
- Rosita Quintana
- Rubén Rojo
- Salvador Quiroz
- Sara García
- Sara Guash
- Sara Montiel
- Sergio Corona
- Silvia Derbez
- Silvia Pinal
- Sofía Álvarez
- Sonia Furió
- Stella Inda
- Susana Guízar
- Tana Lynn
- Titina Romay
- Tito Guízar
- Tito Junco
- Tito Novaro
- Tomas Perrin
- Víctor Alcocer
- Víctor Junco
- Víctor Manuel Mendoza
- Víctor Parra
- Victorio Blanco
- Virginia Serret
- Wolf Ruvinskis
- Yolanda Montes, "Tongolele"
- Yolanda Varela

## Equip de producció

### Cinematògrafs
- Gabriel Figueroa
- Alex Phillips
- Rosalío Solano
- Víctor Herrera
- José Ortiz Ramos

### Directors
- Raúl de Anda
- Rafael Baledón
- Arcady Boytler
- Julio Bracho
- Luis Buñuel
- Juan Bustillo Oro
- Miguel Contreras Torres
- Fernando Cortés
- Alfredo B. Crevenna
- Tito Davison
- Miguel M. Delgado
- José Díaz Moralea
- Emilio Fernández Romo
- Fernando de Fuentes
- Alejandro Galindo
- Gilberto Gazcón
- Roberto Gavaldón
- Humberto Gómez Landero
- Emilio Gómez Muriel
- Rogelio A. González
- Alberto Gout
- Matilde Landeta
- Gilberto Martínez Solares
- Fernando Méndez
- Miguel Morayta
- Carlos Orellana
- Juan Orol
- Joaquín Pardavé
- Ramón Peón
- Ramón Pereda
- Ismael Rodríguez
- Raphael J. Sevilla
- Fernando Soler
- Julián Soler
- Chano Urueta
- Miguel Zacarías

### Guionistes
- Luis Alcoriza
- Arcady Boytler
- Carlos Orellana
- Luis Buñuel
- Juan Bustillo Oro
- Juan García
- Humberto Gómez Landero
- Antonio Guzmán Aguilera
- Mauricio Magdaleno
- José Revueltas
- Jaime Salvador
- Juan de la Cabada

### Productors
- Óscar Brooks
- Juan Bustillo Oro
- Guillermo Calderón
- Pedro A. Calderón
- Miguel Contreras Torres
- Gonzalo Elvira R.
- Ernesto Enriquez
- Fernando de Fuentes
- Pedro Galindo Jr.
- Jesús Galindo
- Valentín Gazcón
- Jacques Gelman
- Jesús Grovas
- Felipe Mier
- Juan Orol
- Ramón Pereda
- Germán Valdés
- Gregorio Walerstein
- Miguel Zacarías
- Antonio Matouk
- Manuel Matouk

### Compositors
- Manuel Esperón
- Rubén Fuentes
- María Grever
- Pepe Guizar
- Agustín Lara
- Chucho Martínez Gil
- Tomás Mendez
- Chucho Monge
- Gilberto Parra
- Cuco Sánchez
- Consuelo Velázquez

## Estudis
- Águila Films
- Diana Films
- Cinematográfica Calderón
- Cinematográfica Jalisco
- Clasa Films
- Estudios Camus
- Estudios Churubusco
- Filmadora Chapultepec
- FILMEX
- Films Mundiales
- Grovas Films
- Hispano Continental Films
- Matouk Films
- Oro Films
- Pereda Films
- Posa Films
- Productora Mier y Brooks
- Producciones Zacarías
- Rodríguez Hermanos S. A. de C